# Vragoturce
Vragoturce (macedónul: Враготурце) település Észak-Macedóniában, az Északkeleti körzetben, Sztaro Nagoricsane községben.

## Népesség
| Lakosok száma | 175  | 183  | 174  | 158  | 132  | 73   | 68   | 55   | 27   |
|               | 1948 | 1953 | 1961 | 1971 | 1981 | 1991 | 1994 | 2002 | 2021 |

- 2002-ben 55 lakosa volt, akik mindannyian macedónok.